# Drăgănești (Bihor)
Pour les articles homonymes, voir Drăgănești.
Drăgănești est une commune roumaine du județ de Bihor, en Transylvanie, dans la région historique de la Crișana et dans la région de développement Nord-Ouest.

## Géographie
La commune de Drăgănești est située dans le sud-est du județ, dans la dépression de Beiuș, sur la rive droite du Crișul Negru, à 5 km au sud-est de Beiuș et à 67 km au sud-est d'Oradea, le chef-lieu du județ.
La municipalité est composée des neuf villages suivants, nom hongrois, (population en 2002) :
- Belejeni, Belezény (308) ;
- Drăgănești, Dragánfalva (437), siège de la commune ;
- Grădinari,  Negerfalva (461) ;
- Livada Beiușului, Belényesliváda (132) ;
- Mizieș, Mézes (435) ;
- Păntășești, Pantasesd (198) ;
- Sebiș, Közössebes (317) ;
- Talpe, Talp (253) ;
- Țigănești de Beiuș, Cigányosd (367).

## Histoire
La première mention écrite du village de Drăgănești date de 1552 sous son nom hongrois de Draghanfalva.
La commune, qui appartenait au royaume de Hongrie, en a donc suivi l'histoire.
Après le compromis de 1867 entre Autrichiens et Hongrois de l'empire d'Autriche, la principauté de Transylvanie disparaît et, en 1876, le royaume de Hongrie est partagé en comitats. Drăgănești intègre le comitat de Bihar (Bihar vármegye).
À la fin de la Première Guerre mondiale, l'Empire austro-hongrois disparaît et la commune rejoint la Grande Roumanie au traité de Trianon.
En 1940, à la suite du deuxième arbitrage de Vienne, elle n'est pas annexée par la Hongrie et reste sous la souveraineté roumaine.

## Politique
| Période                                  | Période  | Identité         | Étiquette | Qualité |
| ---------------------------------------- | -------- | ---------------- | --------- | ------- |
| Les données manquantes sont à compléter. |          |                  |           |         |
| 1996                                     | 2016     | Gheorghe Bogdana | PSD       |         |
| 2016                                     | En cours | Adrian Banda     | PSD       |         |

| Parti | Parti                                      | Conseillers |
| ----- | ------------------------------------------ | ----------- |
|       | Parti national libéral (PNL)               | 5           |
|       | Parti social-démocrate (PSD)               | 4           |
|       | Alliance des libéraux et démocrates (ALDE) | 1           |
|       | Union démocrate magyare de Roumanie (UDMR) | 1           |

## Religions
En 2002, la composition religieuse de la commune était la suivante :
- Chrétiens orthodoxes, 86,62 % ;
- Réformés, 6,77 % ;
- Pentecôtistes, 3,71 % ;
- Baptistes, 1,37 % ;
- Grecs-Catholiques, 0,99 %.

## Démographie
la commune a toujours eu une large majorité roumaine. Seul le village de Grădinari abrite une communauté hongroise de quelque importance.
En 1910, à l'époque austro-hongroise, la commune comptait 2 797 Roumains (90,58 %) et 289 Hongrois (9,36 %).
En 1930, on dénombrait 3 042 Roumains (91,24 %), 285 Hongrois (8,55 %) et 7 Roms (0,52 %).
En 1956, après la Seconde Guerre mondiale, 3 323 Roumains (92,54 %) côtoyaient 268 Hongrois (7,46 %).
En 2002, la commune comptait 2 610 Roumains (89,75 %), 223 Hongrois (7,66 %) et 75 Roms (2,57 %). On comptait à cette date 998 ménages.
| 1880  | 1890  | 1900  | 1910  | 1920  | 1930  | 1941  | 1956  | 1966  |
| ----- | ----- | ----- | ----- | ----- | ----- | ----- | ----- | ----- |
| 2 224 | 2 473 | 2 612 | 3 088 | 3 297 | 3 334 | 3 478 | 3 591 | 3 287 |

| 1977  | 1992  | 2002  | 2007  | - | - | - | - | - |
| ----- | ----- | ----- | ----- | - | - | - | - | - |
| 3 375 | 3 076 | 2 908 | 2 937 | - | - | - | - | - |

## Économie
L'économie de la commune repose sur l'agriculture, l'élevage, l'apiculture. Une importante brasserie est implantée à Drăgănești.

## Communications

### Routes
Drăgănești est située sur la route nationale DN76 (Route européenne 79) Oradea-Deva.

### Voies ferrées
Drăgănești était desservie par la ligne Oradea-Holod des Chemins de fer roumains aujourd'hui abandonnée.

## Lieux et monuments

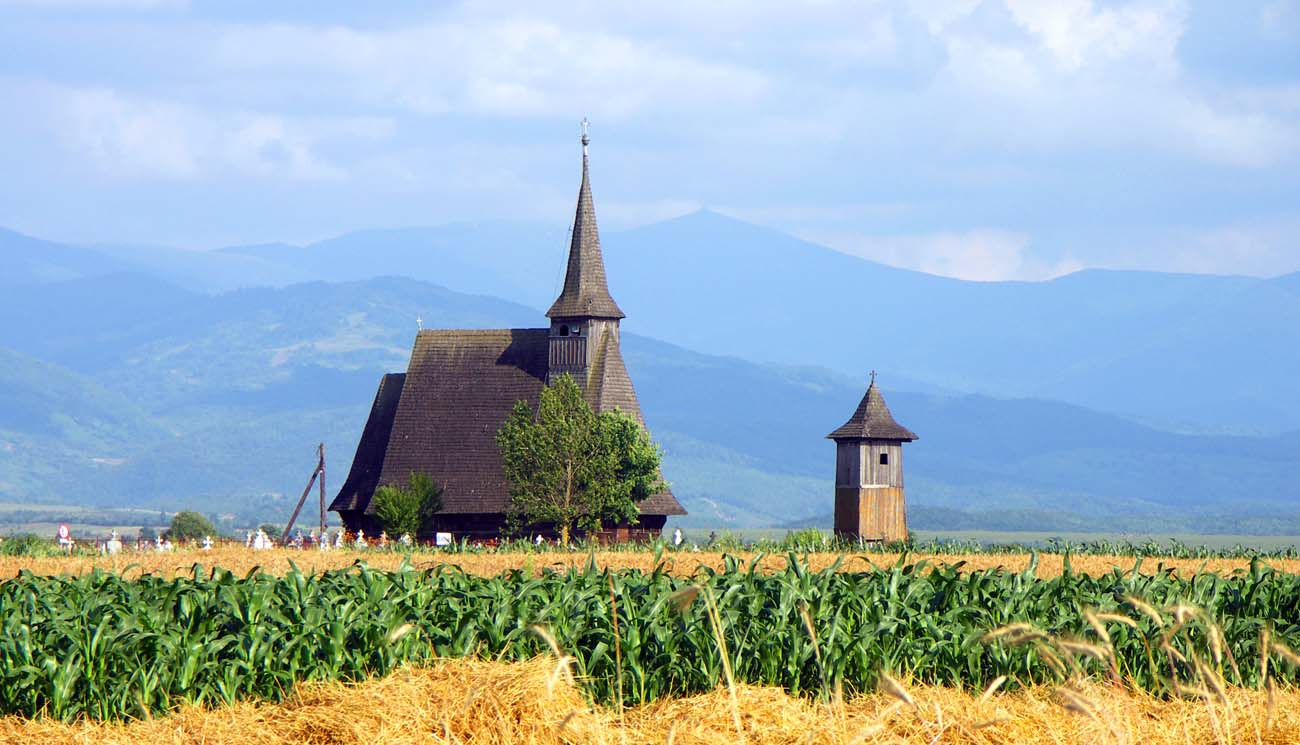
L'église de Sebiș

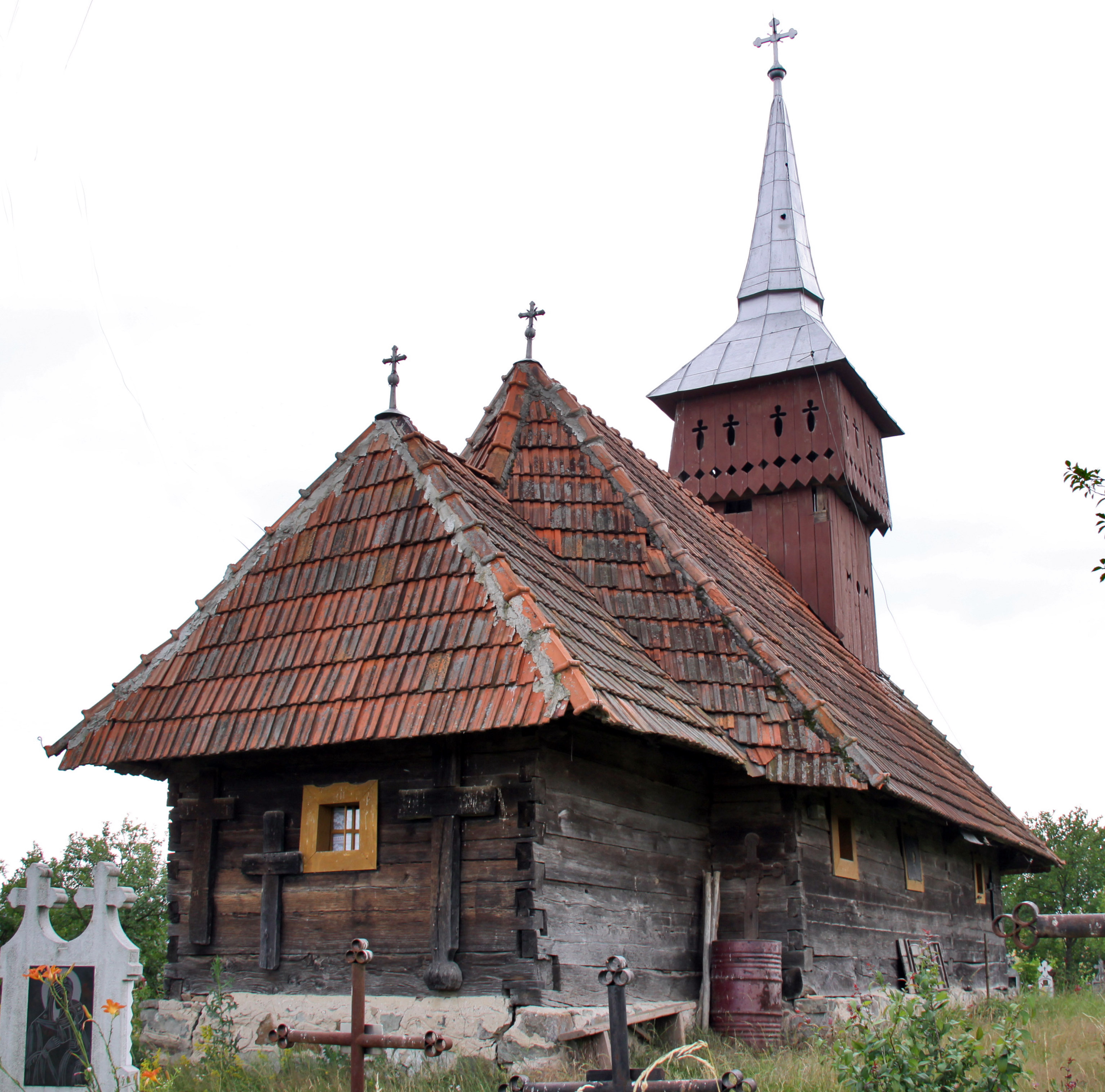
L'église de Talpe

- Drăgănești, église orthodoxe en bois des Sts Archanges datatnt du XVIIIe siècle ;
- Sebiș, église orthodoxe en bois des Sts Archanges Michel et Gabriel, datant de 1724, classée monument historique[6] ;
- Taple, église orthodoxe en bois de la Dormition de la Vierge, datant de 1731[6] ;
- Belejeni, église orthodoxe en bois de l'Annonciation, datant de 1686, classée monument historique[6].